# Ronald Barnes (3e baron Gorell)
Pour les articles homonymes, voir Ronald Barnes et Barnes.
Ronald Barnes, 3e baron Gorell, né le 16 avril 1884 et mort le 2 mai 1963, est un écrivain et homme politique britannique, baron de la pairie du Royaume-Uni. Auteur notamment de romans policiers, il est l'un des premiers pairs héréditaires à devenir membre du Parti travailliste.

## Biographie
Il est le deuxième des trois enfants de John Gorell Barnes, juge prééminent qui est anobli en 1909, devenant le 1er baron Gorell. La scolarité de Ronald Barnes se déroule au Winchester College puis à la célèbre Harrow School près de Londres. Il obtient le diplôme de Master of Arts au Balliol College de l'université d'Oxford, puis est admis au Inner Temple et admis au barreau en 1909. De 1911 à 1915 il est journaliste au prestigieux journal The Times. Dans le même temps, il écrit ; son premier roman, Out of the Blue, est l'histoire d'un homme et d'une fille naufragés sur une île déserte, et est publié en 1913 chez Longmans, Green & Co.. C'est également cette année là qu'il publie Love Triumphant and Other Poems, un recueil de poèmes. Son père meurt cette même année, et son frère aîné Henry devient le 2e baron Gorell.
Les deux frères prennent part à la Première Guerre mondiale. Capitaine dans la Brigade des fusiliers, Ronald Barnes est décoré en 1917 de la croix militaire, quelque temps après que son frère aîné meurt au combat, faisant de lui le 3e baron Gorell. Il obtient de ce fait un siège à la Chambre des lords. En 1917 également, il publie In the Night, un roman policier, ainsi que Days of Destiny: War Poems at Home and Abroad, un nouveau recueil de poèmes. Blessé à la guerre début 1918, il profite de son temps à l'hôpital pour continuer à écrire. Sorti de l'hôpital, il est employé par le bureau de la Guerre et chargé de « réorganiser le système éducatif de l'armée ». Il est fait officier de l'ordre de l'Empire britannique en 1918, puis commandeur de cet ordre l'année suivante. En 1920 il publie un autre recueil de poèmes, Pilgrimage.
Siégeant sur les bancs du Parti libéral à la Chambre des lords, en juillet 1921 il est nommé Sous-secrétaire d'État de l'Air (c'est-à-dire ministre adjoint chargé de la Royal Air Force) dans le gouvernement de David Lloyd George. Il conserve ce poste jusqu'à la chute du gouvernement en octobre 1922. En 1925 il est « l'un des premiers pairs à rejoindre le Parti travailliste », dont il devient un militant actif, critiquant dans le même temps l'institution de la Chambre des lords. Marié en 1922, il a trois enfants entre 1924 et 1931. Il se consacre à l'écriture, et publie une série de romans, notamment policiers, à partir de la fin des années 1920. De 1933 à 1939 il est le directeur de la rédaction du magazine littéraire Cornhill Magazine. De 1956 à 1963 il co-préside avec Agatha Christie le Detection Club, association d'auteurs britanniques de romans policiers dont il est membre fondateur. Il meurt en mai 1963, et son fils Timothy devient le 4e baron Gorell.

## Œuvre
- In the Night (1917)
- DEQ (1922)
- Venturers All (1927)
- The Devouring Fire (1928)
- He Who Fights (1928)
- Devil's Drum (1929)
- Red Lilac (1935)
- Wild Thyme and other stories (1941)
- Murder at Mavering (1943)
- Luck and other new stories (1948)
- Let Not Thy Left Hand (1949)
- Earl's End (1951)
- Where There's a Head (1952)
- Murder at Manor House (1954)